# Abraxas incolorata
Abraxas incolorata là một loài bướm đêm thuộc họ Geometridae. Nó được Warren miêu tả năm 1894. Loài này có ở Java.